# ミチグリニド
ミチグリニド は、グリニド系経口血糖降下薬の一つ。2型糖尿病の治療に用いられる。
ミチグリニドは、SU受容体（スルホニルウレア受容体）を刺激し、膵臓のβ細胞からインスリンを放出させるグリニド系に分類される。キッセイ薬品工業が開発したミチグリニドのカルシウム水和物が製剤化され、日本、ヨルダン、韓国で発売されている。日本では武田薬品工業とキッセイ薬品工業から、「グルファスト」として同一ブランド名で併売されている。

## 構造
コハク酸誘導体がインスリン分泌を促進し、短時間のみ作用することが見出されたことを踏まえ、ミチグリニドはベンジルコハク酸の誘導体として開発された。ミチグリニドはSU基を持たない。
参考までに、ナテグリニドはフェニルアラニンの誘導体、レパグリニドはSU薬のベンズアミド骨格の誘導体である。

## 薬理
ミチグリニドは膵臓β細胞表面のSU受容体に結合し、ATP感受性K+チャネルを閉じ、細胞電位を脱分極させ、電位依存性Ca2+チャネルを開ける。Ca2+チャネルを通じて、細胞外から細胞内へカルシウムイオンが流入し、インスリンを分泌させる。SU薬と比べ、作用時間が短く、低血糖症状を起こしにくい。

## 用法
ミチグリニドはナテグリニドとともに速攻型インスリン分泌促進薬に分類され、内服後数分で作用を発現する一方、血中半減期が短いという特徴がある。そのため、SU剤と異なり食前の内服が必要である。
そのため、原則1日3回投与となる。